# John Fraser (tennis)
John Fraser, né le 1er août 1935 à Melbourne, est un joueur de tennis et médecin australien.

## Biographie
Frère cadet de Neale Fraser, il connut en revanche un carrière beaucoup moins prolifique que son aîné. Joueur anonyme sur la scène nationale, il accompagne son frère lors d'une tournée en Europe en 1962. Il crée une grande surprise lors du tournoi de Wimbledon, profitant de l'abandon de Ramanathan Krishnan pour écarter ensuite Orlando Sirola et Ken Fletcher avant d'être battu en demi-finales par Martin Mulligan. Associé à Rod Laver, il est également demi-finaliste en double. En 1963, il remporte le championnat de l'Essex et atteint deux finales à Prague et Aix-en-Provence.
Diplômé de l'université de Melbourne, il exerce par la suite comme médecin du sport, travaillant notamment avec des club de football et de cricket. Il a été le médecin officiel de l'équipe d'Australie de Coupe Davis et de l'Open d'Australie de 1963 à 1998.

## Parcours dans les tournois duGrand Chelem

### En simple
| Année | Open d'Australie | Open d'Australie | Internationaux de France | Internationaux de France | Wimbledon       | Wimbledon       | US Open | US Open |
| ----- | ---------------- | ---------------- | ------------------------ | ------------------------ | --------------- | --------------- | ------- | ------- |
| 1958  | 1er tour (1/64)  | W. Woodcock      | —                        | —                        | —               | —               | —       | —       |
| 1960  | 1er tour (1/64)  | Jim Sheperd      | —                        | —                        | —               | —               | —       | —       |
| 1961  | 1er tour (1/64)  | Bob Hewitt       | —                        | —                        | —               | —               | —       | —       |
| 1962  | 1er tour (1/64)  | Rod Brent        | 3e tour (1/16)           | Pierre Darmon            | 1/2 finale      | Martin Mulligan | —       | —       |
| 1963  | 1/4 de finale    | Roy Emerson      | 2e tour (1/32)           | Daniel Contet            | 1er tour (1/64) | Alan Lane       | —       | —       |
| 1965  | 2e tour (1/32)   | John Newcombe    | —                        | —                        | —               | —               | —       | —       |
| 1968  | 3e tour (1/16)   | Phil Dent        | —                        | —                        | —               | —               | —       | —       |

N.B. : à droite du résultat se trouve le nom de l'ultime adversaire.

### En double (partiel)
| Année | Open d'Australie | Open d'Australie | Internationaux de France | Internationaux de France | Wimbledon               | Wimbledon              | US Open | US Open |
| ----- | ---------------- | ---------------- | ------------------------ | ------------------------ | ----------------------- | ---------------------- | ------- | ------- |
| 1962  | —                | —                | —                        | —                        | 1/2 finale Rod Laver    | B. Hewitt Fred Stolle  | —       | —       |
| 1963  | —                | —                | —                        | —                        | 2e tour (1/16) Bob Howe | Billy Bond T. Edlefsen | —       | —       |

N.B. : le nom du ou de la partenaire se trouve sous le résultat ; le nom des ultimes adversaires se trouve à droite.